# Championnats du monde de gymnastique aérobic 2008
Navigation
Édition précédente Rodez 2010
Les 10e championnats du monde de gymnastique aérobique ont eu lieu à Ulm en Allemagne du 25 avril au 27 avril 2008. 

## Résultats

### Groupes
| Rang | Gymnastes | Pays     | Points |
| ---- | --- | -------- | ------ |
|      | Zhang Peng, Qin Yong, He Shijian, Ao Jinping, Ni Zhen Hua, Yu Wei                                                                | Chine    | 21 650 |
|      | Gaylord Oubrier, Xavier Julien, Morgan Jacquemin, Adrien Galo, Grégory Alcan, Julien Chaninet                                    | France   | 21 450 |
|      | Maxim Ozertsov, Roman Tymko, Stanislav Kuzin, Mikhail Nazariev, Dmitry Ekimenko, Danila Shohin                                   | Russie   | 20 800 |
| 4    | Petru Porime Tolan, Nadina Hotca, Cristina Antonescu, Tudorel-Valentin Mavrodineanu, Ferdinand Raileanu, Cristina Simona Nedelcu | Roumanie | 20 650 |
| 5    | Shou Minchao, Wang Jun Wei, Che Lei, Liu Chao, Hu X In, Wang Pei                                                                 | Chine    | 20 450 |
| 6    | Manuela Mancini, Luca Fancello, Sergio Bellantonio, Antonio Caforio, Ylenia Giugno, Lisa Milani                                  | Italie   | 20 100 |
| 7    | Mélanie Salvoch, Aurélie Joly, Mathie Deliersu, Nicolas Garavel, Benjamin Garavel, Emilie Biancherin                             | France   | 19 950 |
| 8    | Alena Kurskaya, Evgenia Kudymova, Yulia Yakovleva, Eugenia Anisimova, Anastasia Akhmadieva, Egor Stanovkin                       | Russie   | 19 900 |

### Individuel hommes
| Rang | Gymnaste               | Pays     | Points |
| ---- | ---------------------- | -------- | ------ |
|      | Ivan Parejo            | Espagne  | 22 400 |
|      | Morgan Jacquemin       | France   | 22 050 |
|      | Ao Jinping             | Chine    | 22 050 |
| 4    | Mircea Zamfir          | Roumanie | 21 900 |
| 5    | Zsolt Roik             | Hongrie  | 21 250 |
| 6    | Mircea Brinzea         | Roumanie | 20 800 |
| 7    | Julien Chaninet        | France   | 20 750 |
| 8    | Alexander Kondratichev | Russie   | 20 500 |

### Couples
| Rang | Couple                                                 | Pays     | Points |
| ---- | ------------------------------------------------------ | -------- | ------ |
|      | Aurélie Joly, Julien Chaninet                          | France   | 21 350 |
|      | Cristina Antonescu, Mircea Brinzea                     | Roumanie | 21 200 |
|      | Tudorel-Valentin Mavrodineanu, Cristina Simona Nedelcu | Roumanie | 20 700 |
| 4    | Juliana Antero, Marcisnei Oliveira                     | Brésil   | 20 700 |
| 5    | Klopova Irina, Kuzin Stanislav                         | Russie   | 20 650 |
| 6    | Huang Jinxuan, He Shijian                              | Chine    | 20 350 |
| 7    | Margarita Stoyanova, Radoslov Zhivkov                  | Bulgarie | 20 300 |
| 8    | Chrystelle Alcan, Grégory Alcan                        | France   | 19 450 |

### Trios
| Rang | Gymnastes                                                    | Pays     | Points |
| ---- | ------------------------------------------------------------ | -------- | ------ |
|      | Mircea Brinzea, Tudorel-Valentin Mavrodineanu, Mircea Zamfir | Roumanie | 22 050 |
|      | Zhang Peng, Qin Yong, Yu Wei                                 | Chine    | 21 600 |
|      | Marcela Lopez, Cibele Rosito Oliani, Marina Lopez            | Brésil   | 21 450 |
| 4    | Xavier Julien, Grégory Alcan, Julien Chaninet                | France   | 21 350 |
| 5    | Morgan Jacquemin, Nicolas Garavel, Benjamin Garavel          | France   | 21 150 |
| 6    | Petru Porime Tolan, Popa Bogdan, Cosmin Muj                  | Roumanie | 21 100 |
| 7    | Nguyen Phuong, Tran Thuaha, Vu Dong                          | Viêt Nam | 20 500 |
| 8    | Vito Iaia, Antonio Caforio, Emanuele Pagliuca                | Italie   | 20 500 |

### Individuelles femmes
| Rang | Gymnaste                | Pays             | Points |
| ---- | ----------------------- | ---------------- | ------ |
|      | Marcela Lopez           | Brésil           | 22 050 |
|      | Cristina Simona Nedelcu | Roumanie         | 21 350 |
|      | Angela McMillan         | Nouvelle-Zélande | 21 200 |
| 4    | Lili Yordanova          | Bulgarie         | 21 150 |
| 5    | Huang Jinxuan           | Chine            | 20 850 |
| 6    | Giula Bianchi           | Italie           | 20 650 |
| 7    | Aurélie Joly            | France           | 20 600 |
| 8    | Adrianna Ciucci         | Italie           | 20 500 |
| 9    | Elmira Dassaeva         | Espagne          | 20 250 |

### Tableau des médailles
| Rang | Nation | Or | Argent | Bronze | Total |
| ---- | ------ | -- | ------ | ------ | ----- |
| 1    | ROU    | 1  | 2      | 1      | 4     |
| 2    | FRA    | 1  | 2      | 0      | 3     |
| 3    | CHN    | 1  | 1      | 1      | 3     |
| 4    | BRA    | 1  | 0      | 1      | 2     |
| 5    | ESP    | 1  | 0      | 0      | 1     |
| 6    | RUS    | 0  | 0      | 1      | 1     |
| 6    | NZL    | 0  | 0      | 1      | 1     |